# Praça de touros de Acho
A Praça de touros de Acho (em castelhano: Plaza de toros de Acho) é a primeira praça de touros construída em Lima, Peru. Localizada ao lado do centro histórico do distrito de Rímac, classificada como um monumento nacional histórico. A praça de touros é a mais antiga das Américas e a segunda mais antiga do mundo, apenas atrás da Real Maestranza de Sevilha, Espanha. A Praça Arles Amphitheatre inaugurada em 30 de janeiro de 1766 e localizada na França não é considerada.
Das 56 praças de touros oficiais no Peru, a "Plaza de Acho" é classifica como a mais proeminente. Tem uma capacidade de 13 700 lugares e foi construída de adobe e madeira, ambos materiais tradicionais.

## História

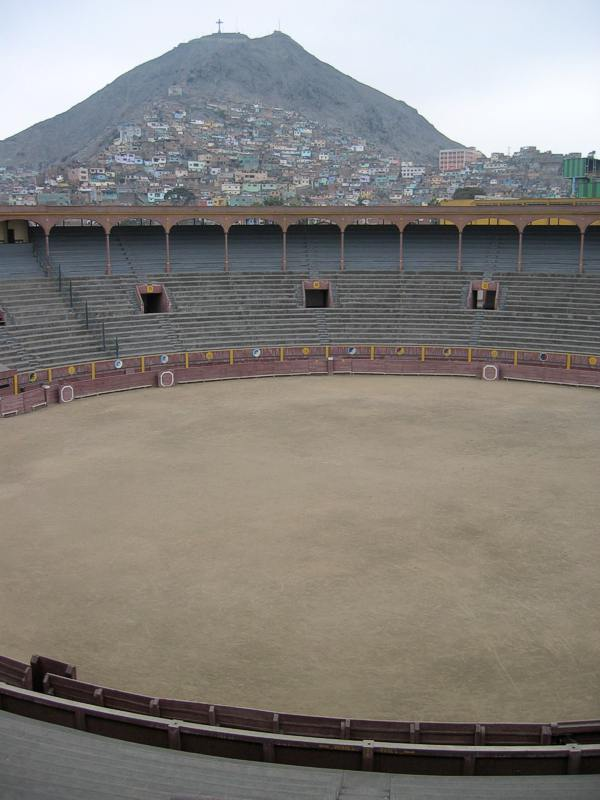
Plaza de Acho

Em 1765, Agustín Hipólito de Landaburu pediu permissão para construir o que ele chamou de "uma praça fixa para as corridas de touros", atualmente em Lima, durante a celebração do carnaval na cidade. A praça seria construída no distrito de Rímac em um local que tinha sido usado por várias arenas temporárias desde 1754. O local foi chamado de "el Hacho," que significa "lugar elevado com vista para o mar." A construção da praça começou oficialmente em 30 de janeiro de 1766.
A corrida inaugural ocorreu no dia 30 de janeiro de 1766, e apresentou os toureiros Pisi, Maestro de España, e Gallipavo. O primeiro touro sacrificado na praça era um animal branco chamado "El Albañil", que significa O Pedreiro.
Ao longo da sua existência, as receitas da "Plaza de Acho" foram designadas para os organizadores das "corridas". Uma exceção ocorreu durante a guerra pela independência, entre os anos de 1821 e 1826 todos os rendimentos da praça foram encaminhados para o exército libertador.
A praça foi remodelada em 1944, após suas condições estarem bem deterioradas pelo tempo. Embora o remodelamento ter sido considerado bem sucedido por manter características amadas da praça, entretanto, um escritor lamentou a "queda" da antiga praça: "Solene, silencioso e decrépito - como aquelas atrizes velhas sobrecarregadas - a antiga Plaza de Toros de Lima caiu."
Desde a sua abertura, a "Plaza de Acho" recebeu muitos toureiros famosos, incluindo Juan Belmonte; Manuel Rodríguez, "Manolete"; Luis Miguel Domínguez, 'Dominguín' e Manuel Benítez, 'El Cordobés'.